# Surviving the Game
Surviving the Game is een Amerikaanse film uit 1994 van regisseur Ernest R. Dickerson.

## Verhaal
De dakloze Jack Mason wordt ingehuurd door Walter Cole als hulpje voor een groepje jagers. Maar aangekomen in de onherbergzame Rocky Mountains blijkt dat hij zelf het wild is.

## Rolbezetting
| Acteur            | Personage       |
| ----------------- | --------------- |
| Ice-T             | Jack Mason      |
| Rutger Hauer      | Thomas Burns    |
| Charles S. Dutton | Walter Cole     |
| Gary Busey        | Doc Hawkins     |
| F. Murray Abraham | Wolfe sr.       |
| William McNamara  | Derek Wolfe jr. |
| John C. McGinley  | John Griffin    |
| Jeff Corey        | Hank            |